# Sam Phillips (Sängerin)

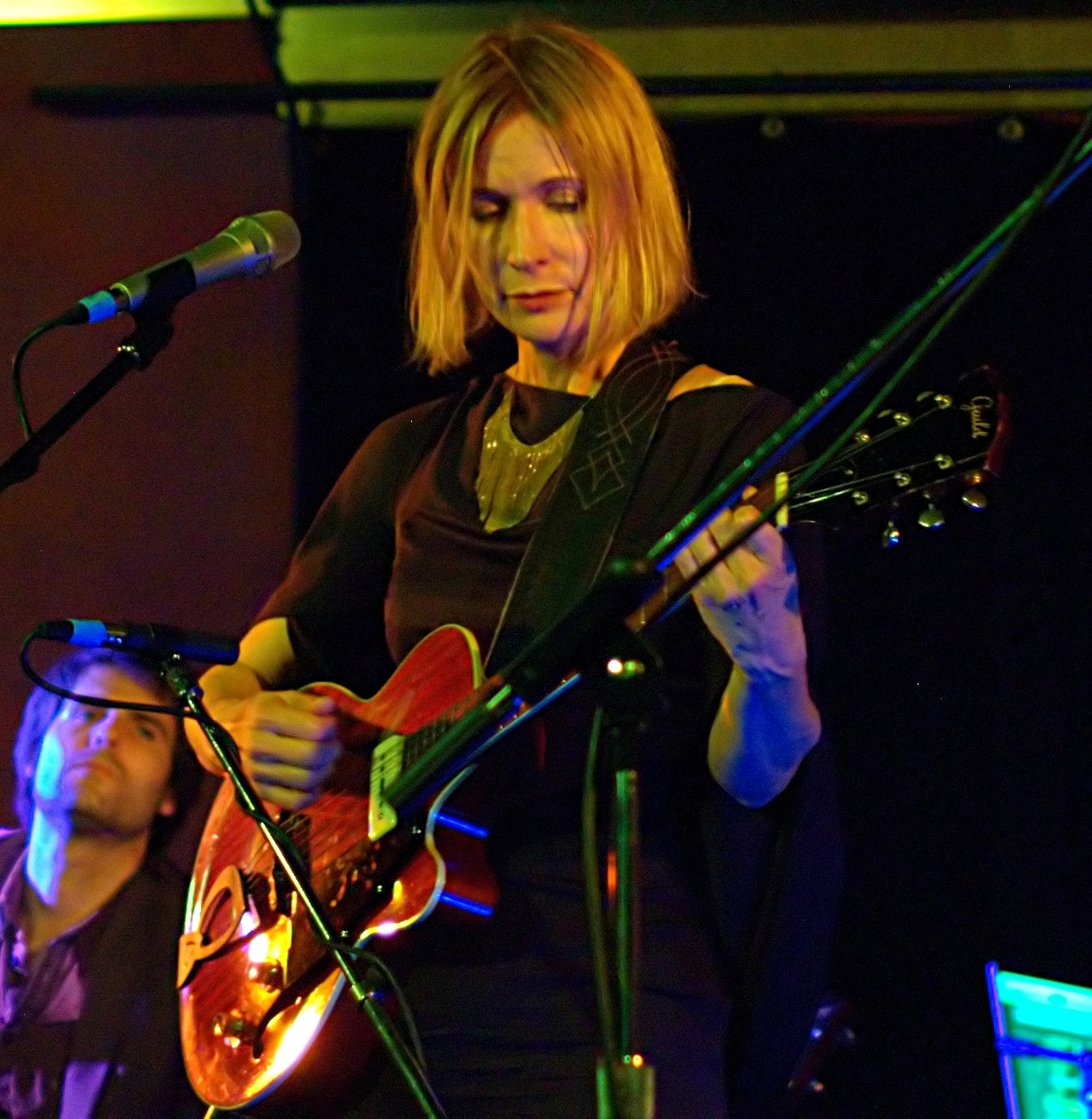
Sam Phillips (2010)

Sam Phillips (* 28. Januar 1962 in Glendale, Kalifornien als Leslie Ann Phillips) ist eine US-amerikanische Sängerin, Musikerin, Komponistin und Schauspielerin.

## Anfänge
In jungen Jahren entdeckte Leslie Phillips durch die Religion ihre Liebe zur Musik. Schon im Alter von 14 Jahren schrieb sie an ihren ersten Songs, die vor allem durch ihren Glauben und die Probleme in ihrer Familie geprägt waren. Nach einigen Jahren als Backgroundsängerin wurde sie in den achtziger Jahren von der christlichen Plattenfirma Myrrh Records unter Vertrag genommen. 1983 feierte die damals 20-jährige Sängerin ihr Debüt mit dem Album Beyond Saturday Night, das vor allem in kirchlichen Kreisen großen Anklang fand.

## Karriere
1987 begegnete sie ihrem neuen Produzenten  und späteren Ehemann T-Bone Burnett. Ergebnis der Zusammenarbeit war das  poplastigere Album The Turning, das einen Wendepunkt für Phillips darstellte. Mit der Zeit konnte sich Sam Phillips nicht mehr mit der christlich-konservativen Ausrichtung ihres Labels Myrrh Records identifizieren, so dass es zu einer Trennung von der Plattenfirma kam. Von nun an nannte sich die Musikerin wie in ihren Jugendzeiten „Sam“ und fand 1988 in Virgin Records nicht nur eine neue Plattenfirma, sondern auch einen neuen musikalischen Stil. The Indescribable Wow erschien noch im selben Jahr und fand sowohl beim Publikum als auch bei Kritikern großen Anklang.
Vier Jahre später erschien Cruel Inventions, das neben einem Gastauftritt von Elvis Costello, einem Freund von Sam Phillips, auch den Song Where The Colours Don’t Go enthält. Ihre erste Grammy-Nominierung folgte 1994 auf das Album Martinis and Bikinis, ihrer dritten Veröffentlichung bei Virgin.
Auf dem bisherigen Höhepunkt ihrer Karriere angekommen, wagte Phillips einen Abstecher in die Schauspielerei und war 1995 im Actionfilm Stirb langsam: Jetzt erst recht neben Bruce Willis als stumme Terroristin Katya zu sehen. 1997 folgte ein kleiner Auftritt in Wim Wenders Am Ende der Gewalt.
Auf Anfrage von Amy Sherman-Palladino, der Erfinderin der Fernsehserie Gilmore Girls, die für diese Dramedy einen unverwechselbaren musikalischen Leitfaden wollte, konnte Sam Phillips für das Projekt gewonnen werden. Einige der für die Serie von Phillips beigesteuerten Songs sind auf dem Soundtrack Our Little Corner Of The World erschienen. Zudem wurden auch einige Songs aus ihren Alben für die Serie verwendet. Phillips spielte auch in dieser Serie zweimal eine kleine Gastrolle.
Dem 1996 erschienenen Album Omnipop folgte, mit Ausnahme des Greatest-Hits-Albums Zero Zero Zero, eine längere Schaffenspause. Mit dem 2001 erschienenen Album Fan Dance und dem drei Jahre später folgenden A Boot and a Shoe wandte sich Sam Phillips einer akustischeren Instrumentierung zu.

## Diskografie
Unter dem Namen Leslie Phillips:
- Beyond Saturday Night (1983)
- Dancing with Danger (1984)
- Black and White in a Grey World (1985)
- The Turning (1987)
- Recollection  (1987)

Unter dem Namen Sam Phillips:
- The Indescribable Wow (1989)
- Cruel Inventions (1991)
- Martinis and Bikinis (1994)
- Omnipop (It's Only A Flesh Wound Lambchop) (1996)
- Zero Zero Zero (Best of, 1999)
- Fan Dance (2001)
- A Boot and a Shoe (2004)
- Don't Do Anything (2008)
- Cameras in the Sky (2011)
- Solid State (Best of Long Play (siehe unten), 2011)
- Push Any Button (2013)
- World on Sticks (2018)
- Cold Dark Nights (2019)

Von 2009 bis 2011 vertrieb Sam Phillips unter einem Abo-Dienst namens Long Play mehrere Lieder und ein Album ausschließlich online:
- Hypnotists in Paris (EP)
- Cold Dark Night (EP)
- Magic for Everybody (EP)
- Old Tin Pan (EP)
- Days of the One Night Stands (EP)
- Cameras in the Sky (Album)

2011 erschien eine Auswahl der Abo-Dienst-Produktionen unter dem Album-Namen Solid State.